# 空想科学世界ガリバーボーイ
『空想科学世界ガリバーボーイ』（くうそうかがくせかいガリバーボーイ）は、1995年4月28日にハドソンから発売されたロールプレイングゲーム、および1995年1月8日から同年12月24日まで全50話がフジテレビ系で放送されたテレビアニメ。

## 概要
本作品は、集英社発行のテレビゲーム雑誌『Vジャンプ』創刊時の企画だった「G計画（プロジェクト）」の一つとして、集英社、ハドソン、レッドカンパニー（現：レッド・エンタテインメント）3社の合同によるメディアミックス企画として立ち上がった。当初は「空想科学世界ガリバー（仮称）」だったが、のちに「空想科学世界ガリバーボーイ」が正式名称となる。
当時、角川書店や小学館が得意としたメディアミックスに集英社が挑戦した意欲作であり、一部主要メカのデザインに集英社と関係の深い鳥山明、原案に『魔神英雄伝ワタル』や『天外魔境』シリーズなどでアニメ・ゲーム企画に実績があるレッドカンパニーの広井王子、『魔神英雄伝ワタル』のキャラクターデザインなどを担当した芦田豊雄、音楽にアニメ作品の楽曲を数多く手掛けている田中公平などのスタッフが顔を揃えた。
企画の主導がテレビゲームを扱う雑誌だったこともあり、企画参加しているハドソンによるPCエンジン用ソフトとしてのゲーム化をメインにスタートする。テレビアニメ化も決定したことによりそれぞれが同時進行で制作され、作品としてはテレビアニメの放映が先行することになった。
ゲームはテレビアニメ版放映中に発売され、プレイしたユーザーはテレビでまだ放映されていない後半の展開をゲームで先に体験できた。ゲームではHuVIDEO（ヒュービデオ）という動画圧縮技術を開発し、アニメを取り込んだ動画を使用している。このアニメ素材はゲーム版のためにテレビアニメ版よりも先に制作されたもので、一部のシーンはテレビアニメ版に転用されている。ゲーム版とアニメ版は並行して制作されたため、キャラクターデザインやメインキャラクター以外のほとんどの声優、ストーリーの細部などに異なる部分がある。ゲーム版のガリバーの容姿は、企画当初に発表された、髪型が直線的な少年風のデザインに近いままだが、アニメ版では目が釣りあがり、ウェーブがかった髪型の凛々しい青年風に変わっている。キャスティングとアフレコ作業は、PCエンジン用のものがテレビアニメの企画が決定する前に行われ、その後あらためてテレビアニメのためのオーディションを行うこととなった。ミスティ役の横山智佐はこのことについての不満を親しかったガリバー役の山口勝平に電話をしたところ、山口も同じ考えだと知り2人で抗議し、その結果この2人のキャストが据え置かれたというエピソードを自身のエッセーで明かしている。
2012年12月5日、テレビアニメ版のDVD-BOXがポニーキャニオンより発売された。

## あらすじ
舞台は、科学と魔法が共存する地動説以前の平面地球のヨーロッパ。世界征服を目論むイスパニア王ジュドーに父親を殺されたガリバーは、父の仇を討ち、また世界を救うために仲間たちとともに立ち上がる。
ゲーム版では、イスパニアに降ったドガ将軍の手で父親が殺されている。

## 登場人物
声優はアニメ版、PCエンジン版およびセガサターン版の順。主な解説内容はテレビアニメ版に準拠。

### ガリバーと仲間たち
ガリバー・トスカーニ
声 - 山口勝平
本作品の主人公で伝説王の子孫。
魔拳グローブを拳に嵌めることで、魔拳マインダー、イーグルマインダー、ソニックマインダー、アックスマインダー、ソードマインダー（左手から剣が出現）、ブラストマインダー、プラズママインダー、フリーズマインダー、ドラゴンマインダー（父親の形見で、最強のマインダー）という様々な攻撃が可能。
なお、最強と思われたドラゴンマインダーがハレルヤの残存思念に奪われた際には、それを魔拳マインダーで撃破している。
基本的にいつも前向きで、活発な性格。女性に疎い面があり、ミスティの想いに気付かないなど少々鈍感である。マインダーの力を自分自身の力と思い込み天狗になっていた時期もあったが、星影老師の試練を受けたことにより自身の傲慢な心に気付き、マインダーの使い手としても成長した。
ゲーム版ではキャラクターデザインが若干異なっており、どちらかと言えば青年風なアニメ版と比較すると元気な少年という印象が強いものとなっている。
エジソン
声 - 大谷育江
ガリバーの親友で、科学好きの天才発明家少年。眼鏡と白衣が特徴で、様々なアイテムを発明している。魔法よりも科学の方が優れていると思いたがっている。
故郷は科学と工業の街リスボン。リスボンの科学力を狙ったイスパニアの侵略が原因で孤児となり、ベニスに引き取られるまでの間はリスボンのチチに育てられ、彼女に科学の基礎を教わった。
ガリバーや月光の陰に隠れて普段はあまり目立たないが、彼の発明品が助けになったりなど、ここぞという場面で活躍する。イスパニア軍の暴虐を見てきたミスティとは、科学好きということで口論となることもあった。ミスティの豊乳に飛び込む癖があるが、育ての親であるチチが豊乳の持ち主だったという理由がある。人から「天才」と呼ばれると瞳を輝かせ俄然やる気を出し始め、ガリバーとミスティ、月光とフィービーどちらの組を尾行するかエドッコに持ちかけるなど、時折スケベ根性をみせる。年齢相応の少年だが、ガリバーよりも精神的に大人であると取れるような言動をすることもある。
ミスティ
声 - 横山智佐
月の女王の子孫。ハレルヤの石に反応する月の首飾りを所持。
イスパニア皇帝ジュドーの実妹として育てられてきたが実は血が繋がっていない。ジュドーの追手から逃れて彷徨っている所をガリバーらに助けられ、彼らと旅を共にする。ガリバーのことが好きになり、フィービーの巨大化の一因となった。
月の女王の残存思念の導きにより授かったアトランティス・レイリングにより、アトランティスファイター・ミスティへと変身可能となる。
変身途中は毎回無防備な姿を披露するが、アニメ版の第48話ではその隙を突かれてエジソンと激突し、あられもない姿で変身が阻止されている。
ゲーム版とアニメ版ではキャラクターデザインや性格設定などが異なる。ゲーム版では少々勝気な性格、アニメ版では性格が丸くおしとやかとなっている。アトランティスファイター・ミスティの登場はアニメ版のみのオリジナルである。
フィービー
声 - 山崎和佳奈 / 冨永みーな
第4話から登場。
妖精王の子孫。リー10倍博士の下にいた黒き妖精。ガリバーのことを気に入ってしまい旅の仲間になる。
この世界の妖精は基本的に無性だが、憑いた人間に惚れるなどすると分性して雄形か雌形になる。フィービーはガリバーへの想いから女性の姿になっている。また、蜂蜜を飲むと酔っぱらう性質を持っている。
月光の攻撃からガリバーを庇い一度死亡するが、そのガリバーへの想いをハレルヤに利用され、人間大となり「ダークフィービー」に転生する。転生後も以前の記憶は継承。敵として再登場した際はガリバーへの想いからミスティに対し激しい嫉妬と憎悪の感情を抱くよう洗脳されており、非常に攻撃的で勝気な性格となっている。ムチのような武器を操りガリバーやミスティらを襲う。時には自らの快楽のためにミスティらを襲い、弄ぶように楽しむようになった。
ハレルヤの洗脳が解けた後和解。最終的にハレルヤを裏切り主人公らと共にこれを倒した後、仲間に復帰している。なお、和解後は敵だった頃の攻撃的な性質は無くなっているが、勝気な性格だけが多少残る形となった。
結局ガリバーへの想いは遂げられなかったものの、少年として転生した月光と良い仲になった。
少女然としたゲーム版と比較すると、アニメ版では少々勝気で元気のいい性格となっている。普通の人間サイズとなった姿はアニメ版にしか登場しない。
月光（げっこう）
声 - 置鮎龍太郎
英雄王の子孫。東洋の国ジパングの流れを汲む忍者。
星影老師より忍法を授かり武芸者としての精神を学んだとされる。三度目の対決でガリバーに敗北し命を落とすが、ガリバーともう一度戦いたいという想いをハレルヤに利用され半ば強引に転生させられる。その際、武芸者としての精神は邪魔で扱いにくいとして本来の青年の姿から星影老師に出会う以前の15歳の少年にされてしまう（変わったのは姿と性格のみで、記憶や忍術は継承）。それまでのクールで義理堅い印象から、大ざっぱかつ好戦的な性格のヤンチャ坊主へと変貌した。ハレルヤから新たに授かった「ダークマインダー」と得意の忍術で、より強力なライバルとして再びガリバーに襲い掛かる。また、転生後は東北弁と静岡弁が混ざったような独特の口調に変化している。
自身の故郷であるジパングを返してもらうという理由からハレルヤに従っていたが、最終的にハレルヤを裏切ってガリバーたちに協力し、これを倒した後仲間となる。青年時には無かった茶目っ気や一途さをみせ、人間大となったフィービーと良い仲になった。
刀剣（クナイ）による影縫い、みずぐもで水面を歩くなど、パーティー中では一番小技が多い。
ゲーム版とアニメ版とではキャラクターデザインが異なっており、少年の姿はアニメ版にしか登場しない。
エドッコ / 江戸っ子
声 - 龍田直樹 / -
万能船シーライオンのメインコンピュータ。
いわゆる「江戸っ子」風のべらんめえ口調で、二次元的なホログラムのような姿をしている。祖先はジパングの生まれらしい。
メインコンピュータとしてシーライオンに封印されているが実は本来は人間であり、シーライオンの再封印の際に人間の姿に戻る。
プリポン
声 - 丹下桜 / -
小さなゼリーのような不思議な生き物。エジソンが実験中に偶然作り出した発明品。

### ガリバーの関係者
パパ・トスカーニ
声 - 青野武 / 柴田秀勝
ガリバーの養父。ベニス王からガリバーを預かり、実の息子として愛情深く育てる。ジュドーの手にかかり、死亡。
リー10倍博士（リーじゅうばいはかせ）
声 - 茶風林 / 大塚周夫
獣人の博士。ガリバーに味方し、魔拳グローブをガリバーに授ける。世界各地に弟子がいる。

ロレンス
声 - 森川智之 / 高乃麗
砂漠の国アルジェの貴族でパパ・トスカーニの親友。パパ・トスカーニより預かっていたアトランティスの魔人への鍵を、ガリバーに託した。
なお、アニメでは男性であるが、ゲーム版では女性である。
チャプター
声 - 佐藤正治 / 宮内幸平
ユーゴにある魔法学校の校長。ガリバーに魔法マインドを授ける。
魔神（まじん）
声 - 青野武 / -
正確には「アトランティスの魔神」という。
マインダーのエネルギーを送り込むことによって動くロボットで、意思を持っている。
後にジュドーがロボット本体を破壊したため、この意思も消滅したと思われていた。
実はこの意思は、パパ・トスカーニの精神と魔神の残留魔法マインドが融合していたものであり、本体が破壊された後も存在していた。

### 敵対者
ジュドー
声 - 塩沢兼人 / 小杉十郎太
悪名高きイスパニア国皇帝。彼がミスティを追ってベニスを訪れることで、主人公ガリバーとミスティは出会い、物語は動き出す。
自分の意に反する者はたとえ部下でも殺す冷酷な人物で、「家族ある者は共に仲良く死なせてやらねばならない」という独特の考えを持つ。「愛が欲しい」「世界を愛で満たす」など愛について連呼しており、序盤から中盤にかけ不可解な言動が多い。
彼の本心は謎に包まれていたが、物語の中盤でその悲惨な過去が明かされ、ハレルヤに騙された彼の両親の手により体の99%をサイボーグ化されていたことが判明する。彼の不可解な言動は全て過去の辛い経験に起因するものであり、やたらと愛について言及するのもそのせいである。実はミスティとは血が繋がっておらず、彼女と結婚し家族そろって幸せに暮らしたかったと告白し死亡した。
満月男爵（まんげつだんしゃく）
声 - 島田敏 / 玄田哲章
ジュドー配下のケチな小悪党。度々ガリバーたちの邪魔をする。顔がジョルジュ・メリエスの映画『月世界旅行』に登場する月に酷似している。
ブドーマッスル
声 - 高木渉 / 菅原正志
満月男爵と一緒に行動している、筋骨隆々とした男性。異常に隆起した筋肉とサングラスが特徴だが、実はサングラスの下は少女マンガのような綺麗な目をしている。
その生命力はすさまじく、溶岩に落ちる、シーライオンに轢かれるなどしてもことあるごとに復活して登場する。
家事をそつなくこなし、シーライオンの動力である電気ウナギを探してきたりなど、数々の活躍を見せる。
完全なるエロイカ（かんぜんなるエロイカ）
声 - 中村大樹 / 子安武人
ジュドーの右腕にして、ローマ大帝国の支配の任に当たる三兄弟「トリオ・デ・イスパニア」の長男。
鋼鉄のゴルゴス（こうてつのゴルゴス）
声 - 森川智之 / 郷里大輔
トリオ・デ・イスパニアの次男。ブドーマッスルのトレーニング仲間。
非情なるマルチス（ひじょうなるマルチス）
声 - 岩永哲哉 / 緑川光
トリオ・デ・イスパニアの三男。
ハレルヤ
声 - 吉田理保子 / 滝沢久美子
この世界の統治者にして全ての悪の根源。世界を平面化していた張本人でもある。
世界の中心に本体があり、それを破壊もしくは動かさない限り不死身。ジュドーの両親を騙し彼を洗脳して操り、フィービーや月光を利用し転生させた、全ての元凶である。
エジソンらの奮闘により本体を直接攻撃され拠り所を失う。ドラゴンマインダーを乗っ取るもガリバーの魔拳マインダーによって消滅させられた。その後はいつか全ての元凶＝ハレルヤが復活しないとも限らないということで、ガリバーたちはマインダーを元の場所に戻して封印を強化することに成功し、ハレルヤは地球の中心に完全に封じられた。
大左ェ門（だいざえもん）
声 - 飯塚昭三 / -
アニメ版のみに登場。ジパングの大泥棒。ガリバーのマインダーを狙う。
ニャンニャン先生
声 - 沼田祐介 / -
アニメ版のみに登場。

### その他
ハンマーイーグル
声 - 堀之紀 / 堀内賢雄
スチールバット
声 - 林原めぐみ / 鶴ひろみ
マギーマンモス
声 - 桜井敏治 / 茶風林
クレージーホース
声 - 鈴木琢磨 / 二又一成
ナレーション
声 - 大場真人 / -
1部・2部ではシリアスだったが、3部から一変して明るい印象のナレーションとなり、回によっては内容が異なる場合もあった。

### ゲーム版の人物
スミス
声 - 若本規夫
トスカーニ家に仕える執事。ガリバーを幼い頃から育ててきた。優しい性格の紳士だが、かつては海の荒くれ男であり、海賊をやめてトスカーニ家のために尽くしてきた。
日輪（にちりん）
声 - 鷹森淑乃
月光を追う忍者。かつて月光とともに星影老師のもとで修行をした兄弟弟子でもある。

## マインダー
ガリバーが使用する武器は、「マインダー」とよばれる実体化した魔力。左手にはめた手袋・魔拳グローブ（手甲）に各種の魔法力を持ったディスクを装填することで様々な能力が発動する。
魔拳マインダー
ガリバーが最初から使えた基礎的なマインダー。
ガリバー自身の魔法マインドに威力は左右される。
最終回では、この基礎的なマインダーで敵が使用した最強のマインダーであるドラゴン・マインダーに勝利した。
イーグル・マインダー
ガリバーが物語当初で手に入れたディスクから得た2番目の能力。
風と連打を持って敵を討つ能力を得た。
ソニック・マインダー
ガリバーが得た3番目のディスク。
他のディスクと違い、直接的な攻撃ではなく音波によって敵を討つ。女性型。
アックス・マインダー
ガリバーが得た4番目のディスク。
他のディスクと比べ、圧倒的な力（敵を一刀両断）を持っている。
ソード・マインダー
ガリバーが得た能力。
ディスクから得た能力ではなく、魔拳グローブに備わっていた能力の一つ。
魔拳グローブが壊れた後は登場していない。
ブラスト・マインダー
ガリバーが得た5番目のディスク。
氷のモンスターを一瞬で蒸発させるほどの熱量を発する。女性型。
プラズマ・マインダー
ガリバーが得た6番目のディスク。
雷撃を纏うマインダーなのだが、登場シーンが少なく、はっきりとした能力がわかっていない。
ダーク・マインダーと同時期に初登場し、初登場以降はダーク・マインダーに対抗するために頻繁に使っていたが、ダーク・マインダーの成長に合わせて力負けしていく。
フリーズ・マインダー
ガリバーが得た7番目のディスク。
ディスク自体は月の神殿に安置されていた。
急激な冷気を扱うことが出来るマインダー。
初登場後、ディスクを利用しシーライオンからフリーズ・マインダーの冷気を打ち出すために貸し出された。そのため、初登場とハレルヤとの最終決戦でのみ使用された。
ドラゴン・マインダー
ガリバーが最初に得て、最後に登場したディスク。
このディスクは、ガリバーのベルトに付けられたバックルに最初から内蔵されていた。
最強のマインダーであり、ガリバー自身にとっても特別なマインダー。
放たれた力が竜の姿となって相手を粉砕する。
終盤では、ガリバーのマインダーの中で唯一ディスクを奪われてガリバー以外の者に使用された。
ドラゴン・ガリバー
ドラゴン・マインダーの本来の姿と能力。
ガリバーとドラゴン・マインダーが融合した姿となる。
姿は人型であり、能力は他と比べものにならないほど強力になっている。
終盤では魔拳グローブ無しでこの姿となった。
ダーク・マインダー
転生した月光がハレルヤより授かった邪悪のマインダー。
鎧武者のような姿をしている。
ガリバーのマインダーがディスクによって様々な力を発現するマインダーなら、このダークマインダーは月光が念を送ることにより成長するマインダーである。
ハレルヤより授けられたものだが、ハレルヤ自身が滅んだ後でも使用できる模様。

## ゲーム
- PCエンジン SUPER CD-ROM2『空想科学世界ガリバーボーイ』（RPG。ハドソンから1995年5月26日発売）
  - HuVIDEOと呼ばれるシステムを利用し、PCエンジンでアニメムービーの再生を可能にした。
  - このゲームの大きな特徴は、ゲーム中の金銭は敵を倒して得るのではなく、貿易を行って金銭を得るというシステム。
  - 主な舞台は地中海だが、黒海や大西洋の一部も含まれている。
  - ゲーム開始時の街は、今は無きユーゴスラビアである。
- ゲームボーイ『空想科学世界ガリバーボーイ 空想科学パズル プリッとポン』（パズルゲーム。バンダイから1995年4月28日発売）
- セガサターン『空想科学世界ガリバーボーイ』（RPG。ハドソンから1996年3月22日発売）※PCエンジン版の移植。ハドソンのセガサターン参入第1弾ソフト。
- スーパーファミコン『空想科学世界ガリバーボーイ』（RPG。バンダイから1996年6月28日発売）

## テレビアニメ

### スタッフ
- 原作 - 広井王子、芦田豊雄
- 連載 - 月刊Vジャンプ
- プロデューサー - 清水慎治
- 企画 - 清水賢治、金田耕司（フジテレビ）
- 製作担当 - 堀川和政、樋口宗久
- 音楽 - 田中公平
- 美術デザイン - 吉池隆司
- キャラクターデザイン - 芦田豊雄、神志那弘志
- シリーズディレクター - 芦田豊雄
- メカデザイン - 工藤誉寿治、井上邦彦
- 色指定検査 - 浅井聡子、五木田幸子、森田博、黒田進
- 特殊効果 - 中島正之、西村龍徳、河内正行
- 編集 - 片桐公一
- 録音 - 今関種吉、市川修
- 効果 - 森川永子（スワラプロダクション）
- 選曲 - 西川耕祐
- 記録 - 小川真美子
- 資料協力 - 吉川兆二
- 広報 - 別所美穂 → 加藤麻衣子（フジテレビ）
- 録音スタジオ - タバック
- 現像 - 東映化学
- スペシャル・メカデザイン - 鳥山明
- 作画監修 - 神志那弘志
- 制作 - 読売広告社（クレジット無し）[要出典]、フジテレビ・東映動画

### 主題歌
発売元 - マーキュリー・ミュージックエンタテインメント（現：ユニバーサルミュージックジャパン）
オープニングテーマ
「燃えろ！ガリバーボーイ」（第1話 - 第50話）
作詞 - 森雪之丞 / 作曲 - 山崎利明 / 編曲 - 太田美知彦 / 歌 - 尾崎紀世彦
エンディングテーマ
「鏡の中の勇者」（第1話 - 第26話）
作詞 - 森雪之丞 / 作曲・編曲 - 太田美知彦 / 歌 - 尾崎紀世彦
「逢いたいから」（第27話 - 第50話）
作詞 - 前田たかひろ / 作曲・編曲 - 高槻真裕 / 歌 - MISUMI（大槻水澄）
※「逢いたいから」の歌手、MISUMI（大槻水澄）の漢字表記の名前はノンクレジット。

### サブタイトル一覧
| 話数 | サブタイトル        | 脚本     | （絵コンテ） 演出     | 作画監督   | 美術     | 放送日        |
| ---- | ------------------- | -------- | --------------------- | ---------- | -------- | ------------- |
| 1    | いきなり絶体絶命    | 武上純希 | 芦田豊雄              | 竹内浩志   | 吉池隆司 | 1995年 1月8日 |
| 2    | 撃て！魔拳グローブ  | 武上純希 | 貝澤幸男              | 吉川博明   | 渡辺佳人 | 1月15日       |
| 3    | 冒険！獅子の洞窟    | 武上純希 | 川田武範              | 高橋敏雄   | 藤田勉   | 1月22日       |
| 4    | 発進！シーライオン  | 武上純希 | 西村聡                | 伊東美奈子 | 田原優子 | 1月29日       |
| 5    | 戦慄の三兄弟！      | 武上純希 | 細田雅弘              | 八島善孝   | 横山千草 | 2月5日        |
| 6    | 闇の中の決闘！      | 武上純希 | 吉沢孝男              | 竹内浩志   | 藤田勉   | 2月12日       |
| 7    | イーグルマインダー  | 武上純希 | （武藤裕治） 高田淳   | 滝川和男   | 渡辺佳人 | 2月19日       |
| 8    | 奇跡の魔神起つ！    | 武上純希 | 西尾大介              | 飯島弘也   | 清水哲弘 | 2月26日       |
| 9    | シチリアの青い石！  | 武上純希 | 貝澤幸男              | 芽野京子   | 藤田勉   | 3月5日        |
| 10   | 逆襲！満月男爵      | 武上純希 | 西村聡                | 神志那弘志 | 田原優子 | 3月12日       |
| 11   | 復活！砂漠の魔神    | 武上純希 | 川田武範              | 高橋敏雄   | 横山千草 | 3月19日       |
| 12   | 俺はギャンブラー    | 武上純希 | 細田雅弘              | 八島善孝   | 藤田勉   | 3月26日       |
| 13   | さすらいの狼！月光  | 武上純希 | 貝澤幸男              | 竹内浩志   | 渡辺佳人 | 4月2日        |
| 14   | ソニックマインダー  | 武上純希 | 武藤裕治              | 滝川和男   | 清水哲弘 | 4月9日        |
| 15   | ガリバーVS月光      | 武上純希 | 西尾大介              | 飯島弘也   | 藤田勉   | 4月16日       |
| 16   | ジュドー空挺部隊    | 武上純希 | 吉沢孝男              | 芽野京子   | 田原優子 | 4月23日       |
| 17   | 機械じかけの恐竜    | 大橋志吉 | 西村聡                | 神志那弘志 | 横山千草 | 4月30日       |
| 18   | アックスマインダー  | 大橋志吉 | 川田武範              | 出口としお | 藤田勉   | 5月7日        |
| 19   | 深海のバイオ魚人    | 武上純希 | 貝澤幸男              | 八島善孝   | 渡辺佳人 | 5月14日       |
| 20   | リスボンの亡霊      | 武上純希 | 細田雅弘              | 竹内浩志   | 清水哲弘 | 5月21日       |
| 21   | 悪霊島の皇帝        | 武上純希 | （武藤裕治） 大庭秀昭 | 滝川和男   | 藤田勉   | 5月28日       |
| 22   | ミスティの裏切り    | 大橋志吉 | 西尾大介              | 飯島弘也   | 田原優子 | 6月4日        |
| 23   | 冷血ジュドー！      | 大橋志吉 | 貝澤幸男              | 芽野京子   | 横山千草 | 6月11日       |
| 24   | ガリバーVSジュドー  | 武上純希 | 川田武範              | 八島善孝   | 藤田勉   | 6月18日       |
| 25   | 切り裂かれた魔神！  | 武上純希 | 吉沢孝男              | 出口としお | 渡辺佳人 | 6月25日       |
| 26   | ジュドー死す！      | 武上純希 | 西村聡                | 神志那弘志 | 清水哲弘 | 7月2日        |
| 27   | 悪魔ハレルヤ！      | 武上純希 | 貝澤幸男              | 竹内浩志   | 藤田勉   | 7月9日        |
| 28   | さよならフィービー  | 武上純希 | 大庭秀昭              | 滝川和男   | 田原優子 | 7月23日       |
| 29   | ハレルヤ誕生の謎    | 武上純希 | 細田雅弘              | 飯島弘也   | 横山千草 | 7月30日       |
| 30   | 悪魔！地球を食う    | 武上純希 | 西尾大介              | 芽野京子   | 藤田勉   | 8月6日        |
| 31   | ダークフィービー    | 大橋志吉 | 川田武範              | 八島善孝   | 渡辺佳人 | 8月13日       |
| 32   | 変身！ミスティ      | 大橋志吉 | 貝澤幸男              | 出口としお | 清水哲弘 | 8月20日       |
| 33   | 月光転生！          | 武上純希 | 吉沢孝男              | 神志那弘志 | 藤田勉   | 8月27日       |
| 34   | プラズマ マインダー | 武上純希 | 西村聡                | 竹内浩志   | 田原優子 | 9月3日        |
| 35   | フィービーと月光！  | 大橋志吉 | 大庭秀昭              | 滝川和男   | 鈴木和彦 | 9月10日       |
| 36   | さらば江戸っ子！    | 武上純希 | 貝澤幸男              | 出口としお | 藤田勉   | 9月17日       |
| 37   | 刺客！フィービー    | 大橋志吉 | 川田武範              | 芽野京子   | 渡辺佳人 | 9月24日       |
| 38   | フリーズマインダー  | 武上純希 | 吉沢孝男              | 飯島弘也   | 清水哲弘 | 10月1日       |
| 39   | ミスティの愛！      | 大橋志吉 | 細田雅弘              | 八島善孝   | 藤田勉   | 10月8日       |
| 40   | ドラゴンマインダー  | 武上純希 | 貝澤幸男              | 神志那弘志 | 田原優子 | 10月15日      |
| 41   | ハレルヤの逆襲！    | 武上純希 | 大庭秀昭              | 滝川和男   | 鈴木和彦 | 10月22日      |
| 42   | 伝説のガリバー！    | 武上純希 | 西村聡                | 竹内浩志   | 藤田勉   | 10月29日      |
| 43   | 花の都ジパング！    | 武上純希 | 貝澤幸男              | 出口としお | 渡辺佳人 | 11月5日       |
| 44   | 燃えよ鉄拳！        | 武上純希 | 西尾大介              | 飯島弘也   | 清水哲弘 | 11月12日      |
| 45   | エジソンの恋！      | 大橋志吉 | 川田武範              | 芽野京子   | 藤田勉   | 11月19日      |
| 46   | ガリバーとミスティ  | 武上純希 | 吉沢孝男              | 神志那弘志 | 田原優子 | 11月26日      |
| 47   | 失恋！月光          | 大橋志吉 | 貝澤幸男              | 八島善孝   | 鈴木和彦 | 12月3日       |
| 48   | 忍術マルセイユ！    | 武上純希 | 西村聡                | 竹内浩志   | 藤田勉   | 12月10日      |
| 49   | ミスティ帝国!?      | 大橋志吉 | 川田武範              | 出口としお | 渡辺佳人 | 12月17日      |
| 50   | 新たなる船出！      | 武上純希 | 吉沢孝男              | 芽野京子   | 清水哲弘 | 12月24日      |

### ネット局
1995年9月中旬 - 10月上旬時点でのネット局と放送時間を記載。
- フジテレビ（キー局）：日曜 9:00 - 9:30
- 北海道文化放送：日曜 9:00 - 9:30
- 岩手めんこいテレビ：日曜 9:00 - 9:30
- 仙台放送：日曜 9:00 - 9:30
- 新潟総合テレビ：日曜 9:00 - 9:30
- 石川テレビ：金曜 16:00 - 16:30
- 長野放送：日曜 9:30 - 10:00
- テレビ静岡：金曜 17:30 - 18:00
- 東海テレビ：土曜 8:00 - 8:30(1995年9月まで)→金曜 16:30 - 17:00
- 関西テレビ：日曜 9:30 - 10:00
- 岡山放送：木曜 17:30 - 18:00
- テレビ新広島：日曜 9:00 - 9:30
- テレビ愛媛：水曜 16:55 - 17:25
- テレビ西日本：日曜 9:00 - 9:30
- 沖縄テレビ：不明(本放送終了後に放送)

## 小説
- 空想科学世界ガリバーボーイ（作 - 広井王子、イラスト - 芦田豊雄、ジャンプ ジェイ ブックス、1995年。ISBN 4-08-703033-4）

## エピソード
- 1993年、『Vジャンプ』創刊当初の目玉企画として本作が発表された。マンガ『ちょっとだけかえってきた Dr.SLUMP』、テレビゲーム『天外魔境 風雲カブキ伝』などと一緒にテレビCMに出演（ただし鳥山明デザインのメカのみ）、表紙を飾っていた。
- 企画の広井王子が、キャラクターデザインの芦田に持ちかけた当初の企画では、「冒険活劇で、タイトルは“ガリバー”ってことで、新しいワタルやりたいんですけど」といったコンセプトであった。